# HSV Maloo

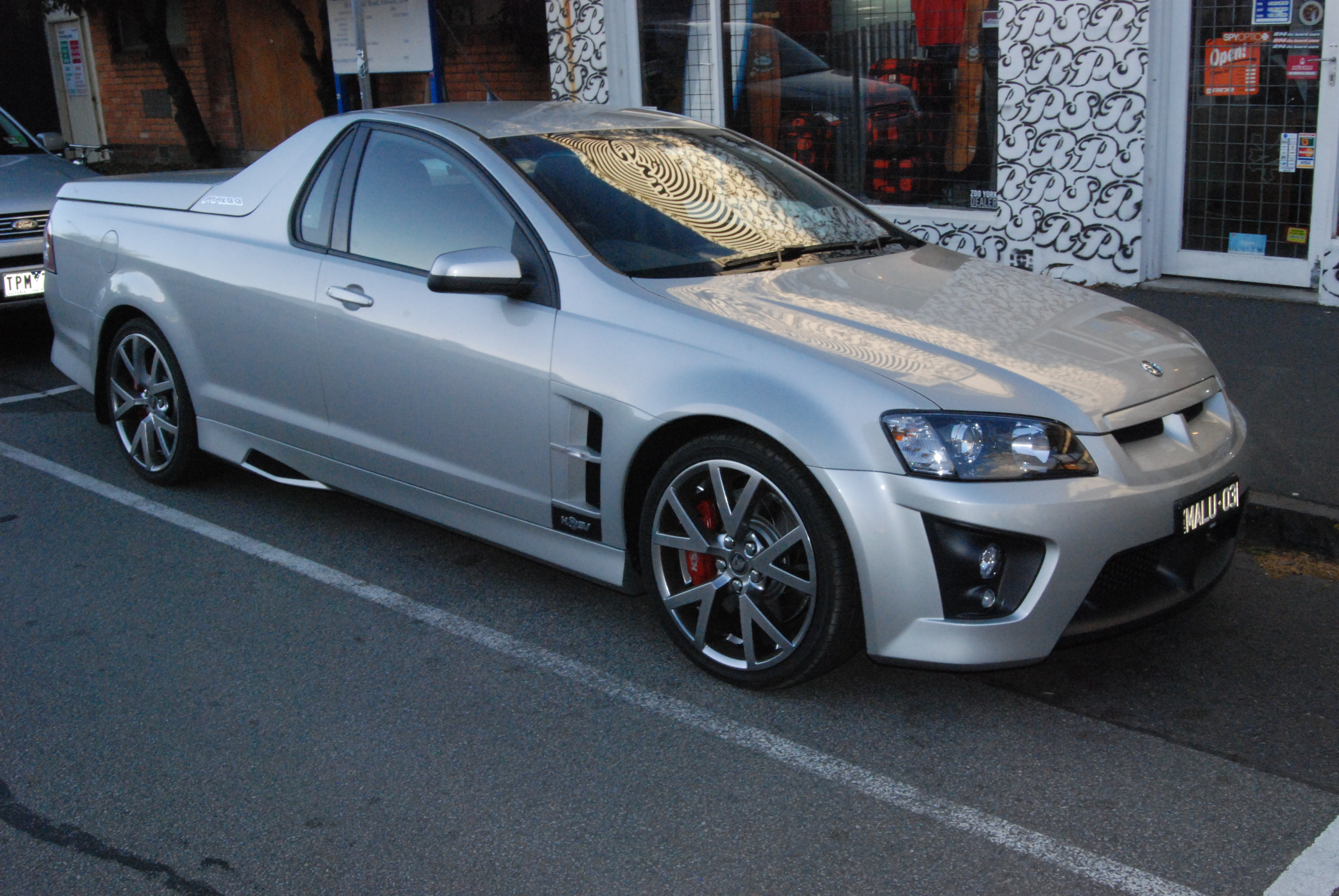
HSV Maloo (2007)

Der HSV Maloo ist ein Hochleistungs-Pickup, den Holden Special Vehicles in Australien seit Oktober 1990 herstellt. Der Maloo basiert auf dem Großserienmodell Holden Ute, ist aber mit Hochleistungsmotoren und getunten Karosserien ausgestattet. Der Maloo R8 ist mit einer Höchstgeschwindigkeit von 271 km/h zur Zeit der schnellste Serien-Pickup der Welt. Er schlägt den bisherigen Rekordhalter Dodge RAM SRT-10 um 22,657 km/h.

## Modelle
Die bisher gefertigten HSV-Maloo-Modelle sind:

### VG
Der erste HSV Maloo war die im Oktober 1990 eingeführte VG-Serie, die auf dem Holden VG Utility basierte. Er wurde von einem 5,0-l-V8-Motor angetrieben.

### VP
Der überarbeitete VP Maloo wurde 1992 vorgestellt.

### VR
Die VR-Serie kam im Oktober 1993.

### VS
Der überarbeitete VR Maloo wurde ab Mai 1995 angeboten.

### VU
Der wesentlich überarbeitete HSV VU Maloo wurde im März 2001 eingeführt. Der VU hatte den gleichen 5,7-l-V8-Motor wie der VX Clubsport, der 255 kW (347 bhp) leistete. Den VU Maloo gab es auch mit R8-Ausstattung, Hochleistungsbremsen, 18″-Leichtmetallfelgen (der normale Maloo hatte 17″) und sportlichem Fahrwerk.

### VY

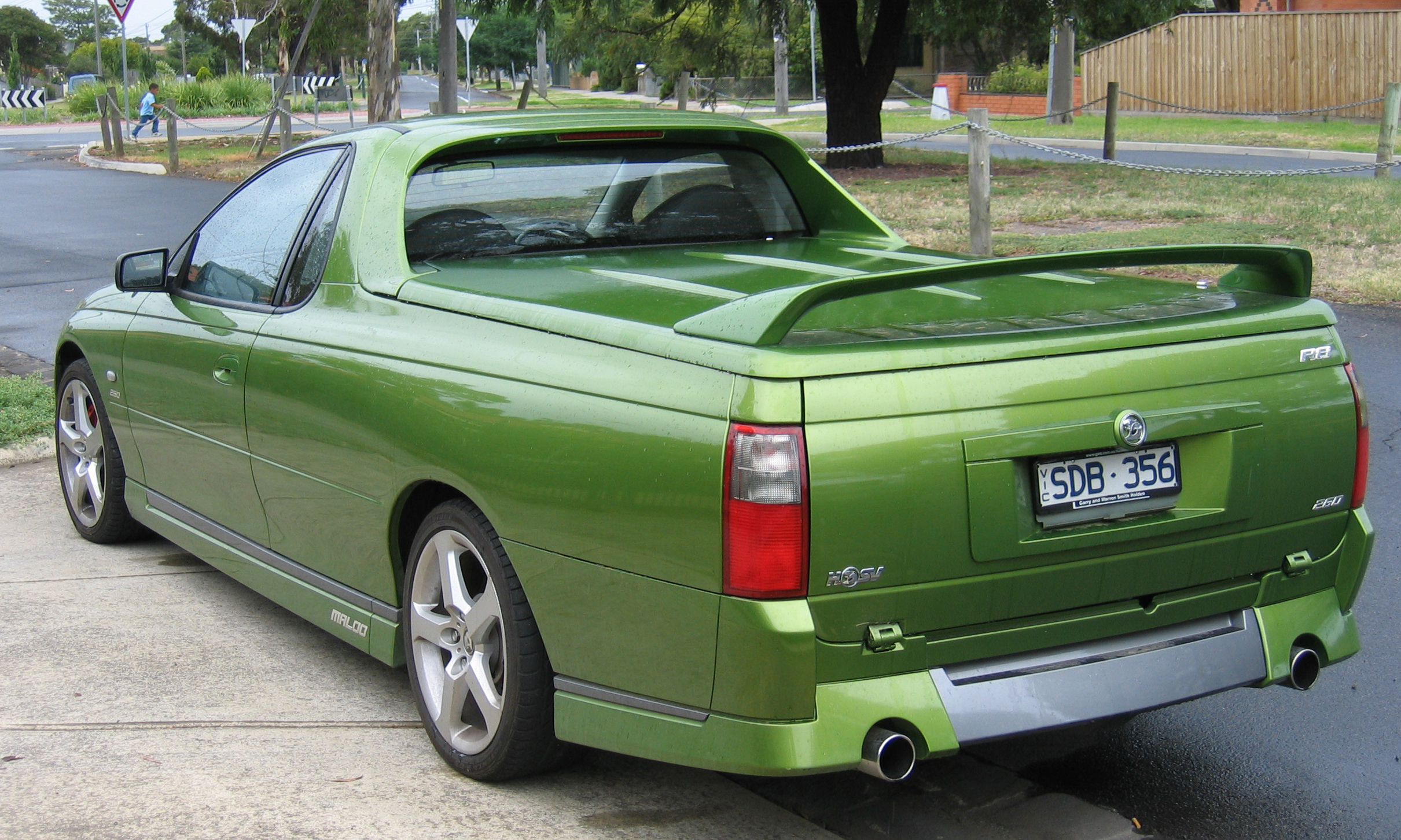
HSV VY Maloo R8 (2002–2003)

Die überarbeitete Y-Serie kam im Oktober 2002 heraus. Der ursprüngliche VY Maloo hatte weiterhin den 5,7-l-V8 Motor GM-LS1 des VU, aber die Leistung stieg auf 260 kW (354 bhp). Bei der Serie II stieg die Leistung auf 285 kW (388 bhp).

### VZ
Die Z-Serie wurde im Oktober 2004 eingeführt und war die erste mit 6,0-l-V8-Motor.

### VE

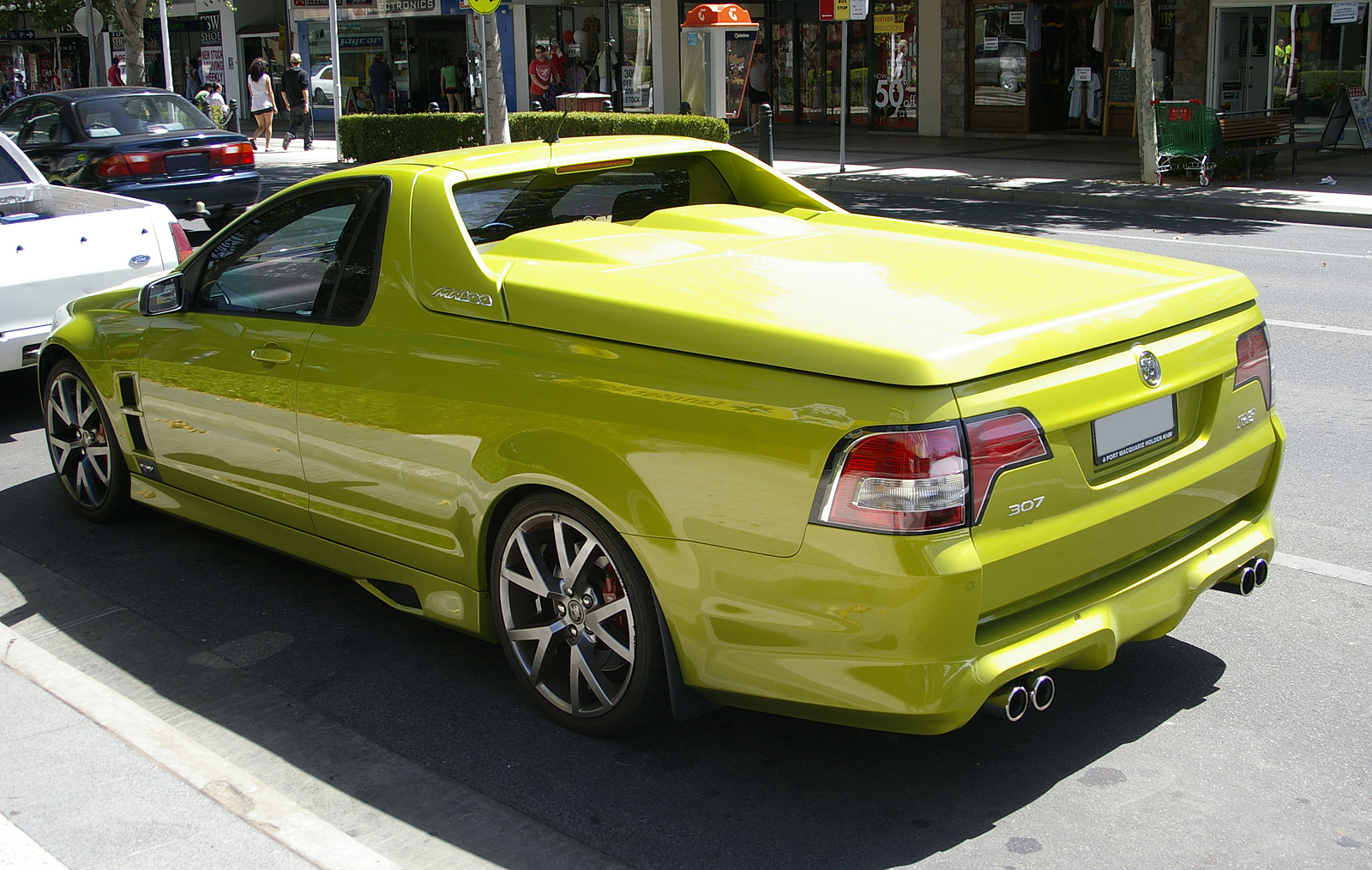
HSV Maloo R8 (2007)

Die E-Serie wurde im Oktober 2007, ausschließlich als Maloo R8, herausgebracht. Es handelt sich dabei um Australiens stärksten Pickup mit dem 6,0-l-V8-Motor GM-LS2 aus dem Chevrolet Corvette mit 307 kW Leistung und 550 Nm Drehmoment. Später stieg die Leistung sogar auf 317 kW. Der VE Maloo ist mit einer elektronischen Stabilitätskontrolle für das Fahrwerk ausgestattet.